# 하비 아킨
하비 앳킨(Elliot Harvey Atkin, 1942년 12월 18일 ~ 2017년 7월 17일)은 캐나다의 배우이다.
토론토에서 태어났으며 토론토에서 사망하였다.

## 출연 작품
- 더 발코니 어페어 (2011년)
- 세번째 사랑 (2010년)
- 클럽 랜드 (2001년)
- 에드 (2000년)
- 원 터프 캅 (1998년)
- 크리티컬 케어 (1997년)
- 스투피드 (1996년)
- 천사의 미소 (1994년)
- 의혹의 함정 (1993년)
- 법과 질서 (1990년)
- 땡땡의 모험 (1990년)
- 마인드필드 (1989년)
- 에디 앤드 크루져 2 (1989년)
- 미스터 나이스 가이 (1987년)
- 이별의 바캉스 (1986년)
- 조슈아 스캔들 (1985년)
- 올 인 굿 테이스트 (1983년)
- 개그 스페샬 (1983년)
- 이프 유 쿠드 씨 왓 아이 히어 (1982년)
- 어둠 속의 테러 (1982년)
- 임프로퍼 채널 (1981년)
- 인큐버스 (1981년)
- 헤비 메탈 (1981년)
- 아틀란틱 시티 (1980년)
- 미트볼 (1979년)
- 파워 플레이 (1978년)
- 실버 스트릭 (1976년)

### 텔레비전
- 호보 (1979년)
- 법과 질서 - 뉴욕 특수수사대 (2001년)
- Law & Order : 성범죄전담반 1 (1999년)
- 슈퍼 마리오 - TV 만화 시리즈 (1989년)